# Gertrud Theiler
Gertrud Theiler (geboren am 11. September 1897 in Pretoria, Südafrikanische Republik; gestorben am 2. Mai 1986 in Stilbaai, Südafrika) war eine südafrikanische Parasitologin und Lehrerin. Ihre Fachgebiete waren Strongylida und andere parasitäre Fadenwürmer im Verdauungssystem südafrikanischer Equiden sowie afrikanische Zecken und die von ihnen übertragenen Zoonosen.

## Leben
Gertrud Theiler wuchs als Tochter des schweizerisch-südafrikanischen Tierarztes und Parasitologen Arnold Theiler in Pretoria auf. Ihr jüngerer Bruder war der Arzt, Bakteriologe und Virologe Max Theiler, der 1951 für die Entdeckung eines Gelbfieberimpfstoffs den Nobelpreis für Physiologie oder Medizin erhielt. Nach dem Besuch der Pretoria High School for Girls studierte sie ein Jahr lang an der Rhodes-Universität und wechselte dann an das South African College in Kapstadt, wo sie 1918 zum B.Sc. graduierte. Anschließend absolvierte sie ein Postgraduiertenstudium bei Otto Fuhrmann an der naturwissenschaftlichen Fakultät der Universität Neuenburg, wo sie 1923 mit einer Arbeit über die Strongylida und andere parasitäre Fadenwürmer im Verdauungssystem südafrikanischer Equiden promovierte. Während ihrer folgenden Studien bei Warrington Yorke an der Liverpool School of Tropical Medicine und bei Robert Thomson Leiper an der London School of Hygiene and Tropical Medicine verfasste Theiler vier Veröffentlichungen, von denen eine zu den Strongyliden der südafrikanischen Equiden als ein Standardwerk gilt.
Nach ihrer Rückkehr aus Europa arbeitete Theiler 15 Jahre lang als Lehrerin für Biologie, zunächst für zwei Jahre an der Jeppe High School for Girls in Johannesburg und anschließend drei Jahre lang am Huguenot University College in Wellington. Dort wurde sie 1935 zur Professorin befördert. Theiler verließ Wellington nach drei Jahren und lehrte für kurze Zeit Zoologie an der Rhodes-Universität. 1940 wurde sie an die Entomologie-Abteilung des Onderstepoort Veterinary Academic Hospital in Pretoria berufen, wo sie mehr als 25 Jahre lang forschte.
Während ihrer Tätigkeit am Onderstepoort Veterinary Academic Hospital leistete Theiler wertvolle Beiträge zur Taxonomie und Zoogeographie afrikanischer Zecken. Darüber hinaus baute sie eine einzigartige Sammlung afrikanischer Zecken auf. Die nationale Zeckensammlung Südafrikas wurde 2005 zu Ehren Theilers als Gertrud Theiler Tick Museum benannt. 1967 trat Theiler in den Ruhestand, arbeitete aber weiter in ihrem Labor und wandte sich wieder der Helminthologie zu. Erst 1983 machten der Verlust des Gehörs und ihre nachlassende Sehkraft weitere Forschungen unmöglich.
Theiler verfasste eine Biografie ihres Vaters Arnold Theiler und war über Jahrzehnte im Naturschutz und im Hundewesen aktiv. Sie verbrachte die letzten Jahre ihres Lebens in Stilbaai, Provinz Westkap, wo sie Anfang Mai 1986 starb.

## Veröffentlichungen
- Gertrud Theiler: The strongylids and other nematodes parasitic in the intestinal tract of South African equines. 1922 (Dissertation).
- Gertrud Theiler: Arnold Theiler (1867–1936), His Life and Times. Van Schaik, Pretoria 1971.

## Erstbeschreibungen
- Ixodes drakensbergensis Clifford, Theiler & Baker, 1975[2]
- Rhipicephalus arnoldi Theiler & Zumpt, 1949

## Dedikationsnamen
- Argas theilerae Hoogstraal & Kaiser, 1970[3]
- Haemaphysalis theilerae Hoogstraal, 1953[4]
- Ixodes theilerae Arthur, 1953[5]
- Ixodiphagus theilerae (Fiedler, 1953)[6]
- Rhipicephalus gertrudae Feldman-Muhsam, 1960[7]